# Moral de la Reina
Moral de la Reina ist ein nordspanisches Dorf und Hauptort einer Gemeinde (municipio) mit 146 Einwohnern (Stand: 2024) in der Provinz Valladolid in der Autonomen Gemeinschaft Kastilien-León. 

## Lage und Klima
Moral de la Reina liegt in der Region Tierra de Campos auf der kastilischen Hochebene in einer Höhe von ca. 765 m. Die Provinzhauptstadt Valladolid befindet sich mit ihrem Stadtzentrum etwa 55 Kilometer (Fahrtstrecke) ostsüdöstlich. 
Das Klima im Winter ist durchaus kalt, im Sommer dagegen warm bis heiß; die eher spärlichen Regenfälle (ca. 486 mm/Jahr) fallen überwiegend im Winterhalbjahr.

## Bevölkerungsentwicklung
| Jahr      | 1970 | 1981 | 1991 | 2001 | 2011 | 2021 |
| Einwohner | 375  | 267  | 267  | 224  | 198  | 150  |

## Sehenswürdigkeiten
- Ruine der Johanniskirche
- Kirche Mariä Himmelfahrt (Iglesia de la Asunción de Nuestra Señora)

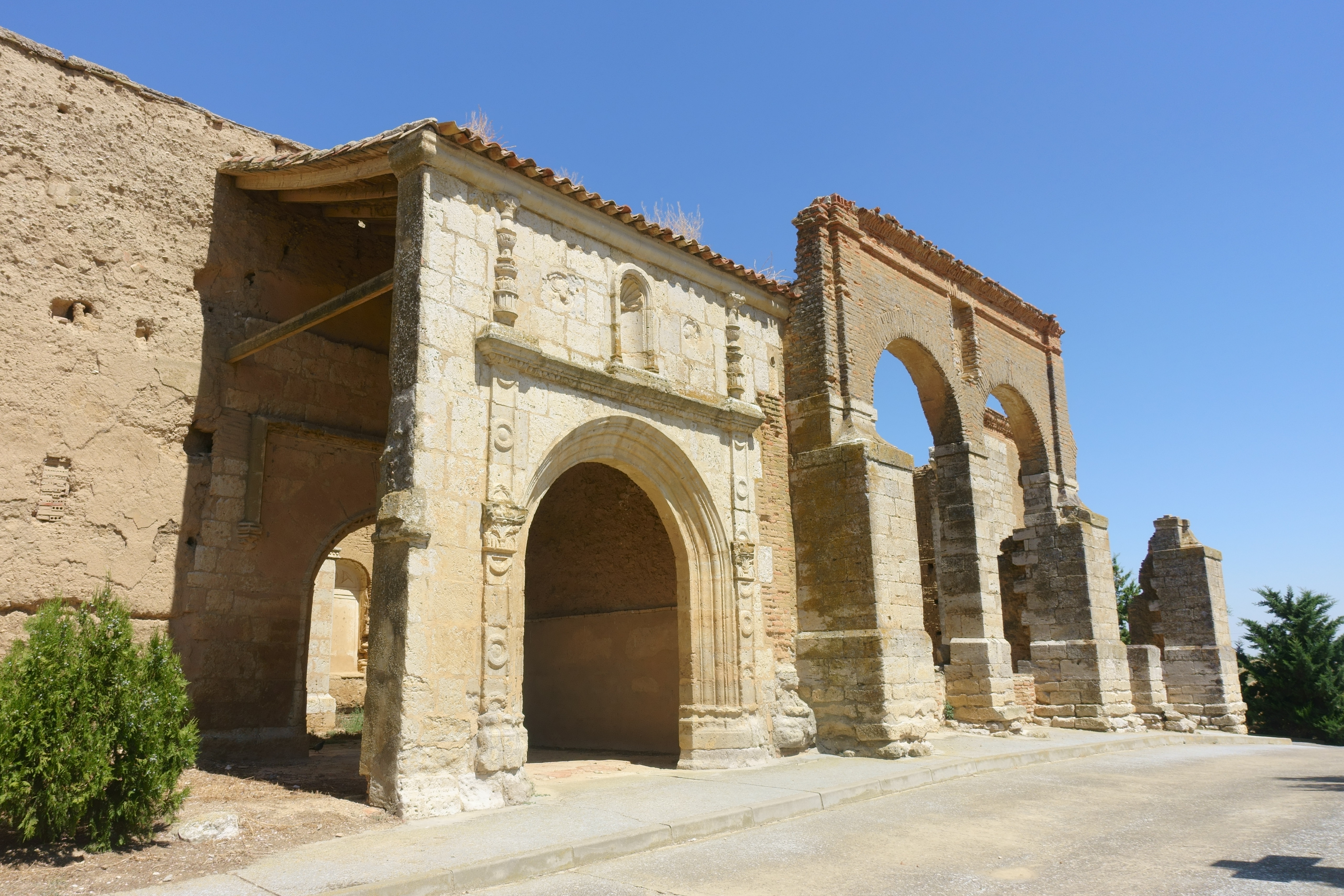
Ruine der Johanniskirche
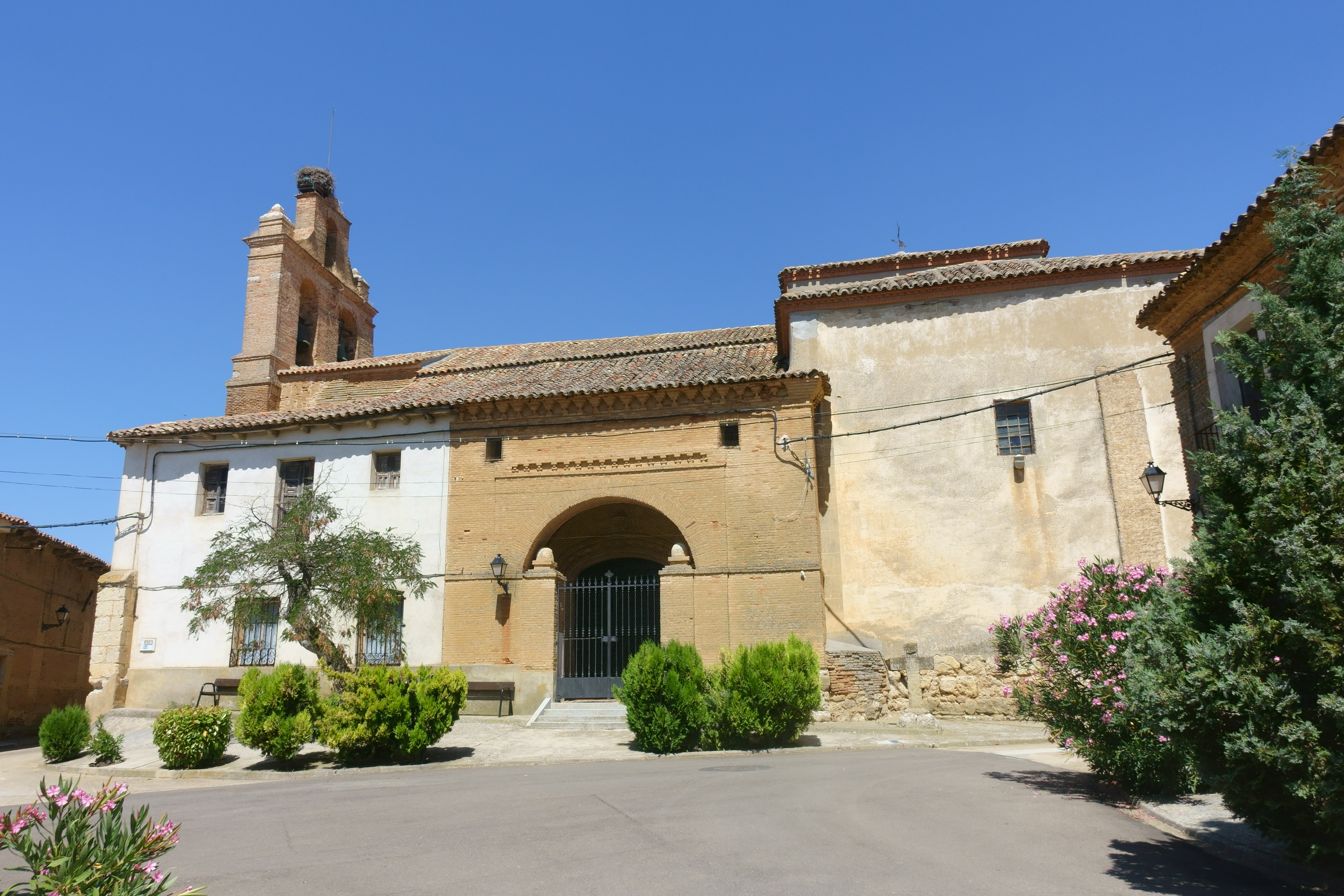
Kirche Mariä Himmelfahrt
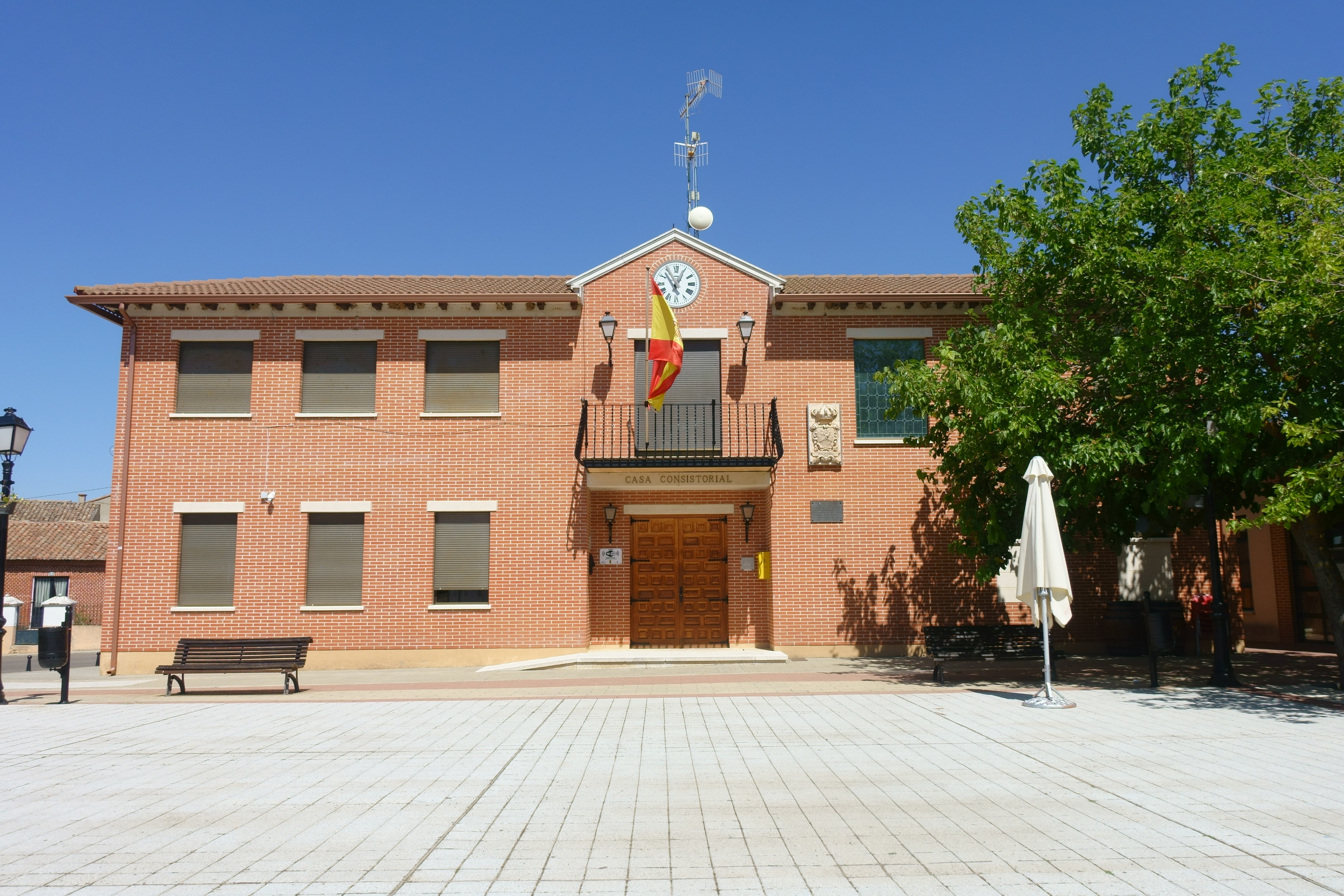
Rathaus